# 北苑街道 (义乌市)
北苑街道，中国浙江省金华市义乌市下辖的一个街道。

## 辖区
该街道辖有：
幸福社区、建设社区、迎宾社区、复兴社区、黄杨梅社区、石桥头社区、何麻车社区、留雅社区、下仓社区、四季社区、丹溪社区、沈村、季宅村、曹道村、莲塘村、前洪村、万村、茂后村、楼宅村、畈东村、青溪村、柳一村、柳二村、柳三村、高桥村、杨街村、塘坦村、后明塘村、下山头村、王高畈村、金山脚村、上连树村、宇宅口村、新后傅村、游览亭村、上里角塘村和下里角塘村。